# Sooglossus thomasseti
Espèce
Synonymes
- Nesomantis thomasseti Boulenger, 1909

Statut de conservation UICN

 CR B1ab(ii,iii) : 
En danger critique
Sooglossus thomasseti est une espèce d'amphibiens de la famille des Sooglossidae.

## Répartition et habitat
Cette espèce est endémique des îles de Mahé et de Silhouette, appartenant à l'archipel des Seychelles dans l'océan Indien.
Elle vit dans les forêts de nuages à une altitude moyenne de 600 m. C'est une espèce arboricole qui descend rarement au-dessous de 80 m car elle ne supporte pas les températures supérieures à 24 °C.

## Taxinomie
Le genre Nesomantis a été synonymisé avec Sooglossus par Frost, Grant, Faivovich, Bain, Haas, Haddad, de Sá, Channing, Wilkinson, Donnellan, Raxworthy, Campbell, Blotto, Moler, Drewes, Nussbaum, Lynch, Green et Wheeler en 2006.

## Étymologie
Son nom d'espèce lui a été donné en l'honneur de H. P. Thomasset qui a transmis le premier spécimen au British Museum.

## Publication originale
- Boulenger, 1909 : A list of the freshwater fishes, batrachians, and reptiles obtained by Mr. J. Stanley Gardiner's expedition to the Indian Ocean. Transactions of the Linnean Society of London, vol. 12, p. 291-300 (texte intégral).